# Grand Bec
De Grand Bec (Frans voor Grote Snavel) is een 3398 meter hoge berg in het Franse departement Savoie. De berg behoort tot de Vanoise, deel van de Grajische Alpen.